# Rachid Ghilmanou
Rachid Ghilmanou (ur. 6 maja 1971) – francuski zapaśnik walczący w stylu klasycznym. Zajął trzynaste miejsce na mistrzostwach świata w 1995. Dziewiąty na mistrzostwach Europy w 1994. Czwarty na igrzyskach śródziemnomorskich w 1993. Drugi w Pucharze Świata w 1992. Trzeci na MŚ młodzieży w 1991 roku. Mistrz Francji w latach 1990–1995, 1998 i 2002.